# Ilja Marcij
Ilja Marcij (31. července 1921 Hankovycja – 8. srpna 1990) byl vězeň v koncentračním táboru Gulagu, příslušník 1. československého armádního sboru a československý důstojník (plukovník).

## Život
Po maďarské okupaci Podkarpatské Rusi překročil bývalé československo-polské hranice, které se po okupaci části Polska Sovětským svazem (1939), staly maďarsko-sovětskými hranicemi, byl zatčen a vězněn v koncentračním táboru Gulagu u Archangelska. Po amnestii vstoupil dne 1. ledna 1943 v Buzuluku do 1. československého samostatného polního praporu. Zúčastnil se bitvy u Sokolova. V září 1944 byl během karpatsko-dukelské operace těžce zraněn. V roce 1945 byl velitelem čety 2.polního praporu 1. československé samostatné brigády. Po válce se stal důstojníkem z povolání, např. v roce 1951 působil krátce jako velitel 5. brigády Pohraniční stráže v Chebu; za jeho působení v Chebu projel do Německa tzv. Vlak svobody.
Po invazi vojsk Varšavské smlouvy do Československa vrátil svá sovětská vyznamenání a vyzval další příslušníky československého zahraničního vojska na východní frontě, aby to učinili také. V roce 1971 byl z armády propuštěn a poté pracoval jako pomocný dělník. V roce 1990 byl rehabilitován.